# Саете (Пистоја)
Саете је насеље у Италији у округу Пистоја, региону Тоскана.
Према процени из 2011. у насељу је живело 49 становника. Насеље се налази на надморској висини од 103 м.